# Castello degli Avondo
Il castello degli Avondo è un edificio fortificato situato a Serravalle Sesia, in provincia di Vercelli.

## Storia
Il castello venne costruito tra il 1462 e il 1467. All'edificazione parteciparono, anche a titolo volontario, gli abitanti di Serravalle, preoccupati della sicurezza del proprio paese rispetto a possibili attacchi esterni e, in particolare, alla minaccia del Ducato di Milano. L'edificio fu la residenza dei conti Salomoni; nel 1617 venne quasi totalmente distrutto. Presso il castello, stando al "Dizionario corografico degli Stati Sardi di Terraferma" curato nel 1854 da Guglielmo Stefani, "V'aveva un magnifico giardino, in cui cento colonne di granito bianco sorreggevano un pergolato". Fino a metà Ottocento rimase in stato di rovina. Il castello venne acquistato dall'imprenditore Pietro Avondo, che aveva iniziato a gestire una cartiera a Serravalle. La famiglia Avondo lo fece poi restaurare dall'ingegnere valsesiano Costantino Gilodi in stile neogotico.

## Attività ospitate
In tre grandi sale affrescate del pianterreno, a partire dal 1958, è collocato il Museo di Storia, d'Arte e d'Antichità "Don Florindo Piolo", oggi di proprietà comunale , presso il quale vengono organizzate varie attività artistico-culturali.